# Klonus
Unter einem Klonus (altgriechisch κλόνος klonos, deutsch ‚heftige Bewegung‘) versteht man unwillkürliche, rhythmische Kontraktionen von Muskeln bzw. Muskelgruppen. (Vgl. a. Krampf)
Synonym wird der Ausdruck „klonischer Spasmus“ verwendet.

## Pathophysiologie
Der Klonus stellt gewissermaßen die Extremform eines Muskeleigenreflexes dar. Er wird durch einen Dehnungsreiz ausgelöst, beispielsweise durch passive Streckung eines Gelenks. Der Dehnungsreiz wird über die Muskelspindeln wahrgenommen und über afferente Nervenfasern zum Rückenmark weitergeleitet. Dort wird er im Reflexbogen monosynaptisch auf ein Motoneuron verschaltet und schließlich über efferente Fasern als Erregung zum Muskel zurückgespielt.
Dieser Ablauf wird normalerweise durch Fasern aus der Pyramidenbahn kontrolliert. Beim Klonus ist diese Kontrolle defekt, sodass statt der beim physiologischen Eigenreflex auftretenden kurzen Erregung eine Dauererregung des Muskels stattfindet. Der Klonus ist daher ein Pyramidenbahnzeichen.
Nach der Dauer des Klonus kann man zwei Formen unterscheiden:
- unerschöpfbarer Klonus
- erschöpfbarer Klonus (nur bei Seitendifferenz pathologisch)